# Róbert Rozim
Róbert Rozim (3. března 1936, Zámostie - 26. prosince 1992, Banská Bystrica) byl pedagog, sportovec a atletický trenér.

## Životopis
Od roku 1961 působil jako asistent Pedagogického institutu v Banské Bystrici, později děkan Pedagogické fakulty UMB v Banské Bystrici. Funkcionář atletických klubů a svazů, organizátor sportovního života v Banské Bystrici. Trenér běhů na střední a dlouhé tratě ASVŠ Banská Bystrica a TJ Slávia Banská Bystrica. Zasloužil se o vybudování atletického stadionu UMB v Banské Bystrici. Iniciátor vzniku Internátní sportovní školy v Banské Bystrici. Člen výboru Místního odboru Matice slovenské v Banské Bystrici (1990). Na jeho počest se koná v Banské Bystrici Rozimův memoriál.

## Ocenění
- Nositel čs. Ceny fair play 1990;